# Berlin, opération Laser
Pour plus de détails, voir Fiche technique et Distribution.
Berlin, opération Laser (Berlino: appuntamento per le spie) est un film d'espionnage italien réalisé par Vittorio Sala et sorti en 1965.

## Synopsis
Le colonel Lancaster est un espion américain de premier plan à qui l'on a implanté chirurgicalement une caméra miniature dans l'œil. Lancaster, sans le savoir, photographie des secrets pour les Russes.

## Fiche technique
- Titre français : Berlin, opération Laser[1]
- Titre original italien : Berlino: appuntamento per le spie[2]
- Réalisation : Vittorio Sala
- Scénario :	Lucio Marcuzzo, Adriano Bolzoni, Romano Ferrara, Adriano Baracco
- Photographie :	Fausto Zuccoli
- Montage : Roberto Cinquini (it)
- Musique : Riz Ortolani
- Effets spéciaux : Sergio Schiavi, Rolando Radaelli
- Décors : Luciano Del Greco
- Costumes : Ugo Pericoli (it)
- Production : Fulvio Lucisano, Lucio Marcuzzo
- Société de production : Italian International Film, Publi Italia
- Pays de production :  Italie
- Langue originale : italien
- Format : Couleurs par Eastmancolor - 1,85:1 - Son mono - 35 mm
- Durée : 80 minutes
- Genre : Film d'espionnage
- Dates de sortie :
  - Italie : 17 septembre 1965
  - France : 10 juin 1966
- Affiche : Jean Mascii (France)

## Distribution
- Brett Halsey : Bert Morris
- Anna Maria Pierangeli : Paula Krauss
- Dana Andrews : Colonel Lancaster
- Gastone Moschin : Boris
- Tania Béryl : Madeleine
- George Wang : Ming
- Alessandro Sperlì : Karalis
- Marco Guglielmi : Kurt
- Renato Baldini : Mohamed Belkheir
- Mario Valdemarin (en) : Willie
- Luciana Angiolillo : Mademoiselle Hopkins
- Luciano Pigozzi : Leonida
- Tino Bianchi : Dr Van Dongen
- Massimo Righi : Johnny Davis
- Franco Beltramme : Sergueï
- Yui Chang Pio Tou : Pio
- Giulio Maculani : Stanko
- Aldo De Francesco : Seaton
- Abdul-Rahim Bazian : Ibrahim
- Franco Marchesani :
- Emilio Masci :